# لیو کنر
لیو کَنـِر (انگلیسی: Leo Kanner؛ ۱۳ ژوئن ۱۸۹۴ – ۳ آوریل ۱۹۸۱) یک روان‌پزشک و فعال مدنی اتریشی-آمریکایی بود. شهرت او به واسطهٔ پژوهش‌ها و آثارش در زمینهٔ اوتیسم است. وی مدتی در آلمان و در ایالت داکوتای جنوبی به طبابت پرداخت، سپس به «کلینیک روان‌پزشکی هنری فیلیپس» در بیمارستان جانز هاپکینز رفت و در سال ۱۹۴۳ میلادی مقالهٔ مشهور و مهمش را با عنوان «اختلالات اوتیستیک در ارتباط عاطفی» منتشر کرد که در آن، ۱۱ کودک بسیار باهوش «با تمایل شدید به گوشه‌گیری و انزوا» و «با اصرار مداوم و وسواس‌گونه به یکنواختی» را شرح داد. وی در آن مقاله، بیماری آنان را «اوتیسم زودهنگام نوزادی» نام نهاد که امروزه به اوتیسم شهرت دارد.
وی نخستین کلینیک روان‌پزشکی کودکان را در ایالات متحده آمریکا بنیان نهاد و بعدها رئیس دپارتمان روان‌پزشکی کودکان بیمارستان جانز هاپکینز شد. امروزه او را یکی از مهم‌ترین و تأثیرگذارترین روان‌پزشکان بالینی آمریکا در قرن بیستم میلادی می‌دانند.
وی مقالات و پژوهش‌هایی نیز در زمینهٔ فلج کامل، سیفلیس و اثر اپی‌نفرین بر فشارخون در بیماران مبتلا به فلج عملکردی را نگارش و منتشر کرده‌است.